# 1986 في البرازيل
فيما يلي قوائم الأحداث التي وقعت خلال عام 1986 في البرازيل.

## سياسة

### تعيين في المنصب
- 1 يناير – جانيو كوادروس عمدة ساو باولو.

## رياضة
- 23 مارس – جائزة البرازيل الكبرى 1986 الفائز نيلسون بيكيه.

## مواليد

### يناير
- 6 يناير – هوغو غيماريس سيلفا سانتوس ألميدا لاعب كرة قدم برازيلي.
- 7 يناير – ليوناردو ماتوس دي أوليفيرا لاعب كرة قدم برازيلي.
- 13 يناير – إيدرسون هونوراتو كامبوس لاعب كرة قدم برازيلي.
- 19 يناير – كارلوس روبرتو دا كروز جونيور لاعب كرة قدم برازيلي.
- 21 يناير – ألكسندر لويز فيرنانديز لاعب كرة قدم برازيلي.

### فبراير
- 4 فبراير – ليوناردو موريرا لاعب كرة قدم ياباني.
- 5 فبراير – إيدير ليما لاعب كرة قدم برازيلي.
- 14 فبراير – جوليانو مينيرو لاعب كرة قدم برازيلي.
- 19 فبراير – مارتا لاعبة كرة قدم برازيلية.
- 23 فبراير – إميرسون دا كونسيساو لاعب كرة قدم برازيلي.
- 24 فبراير – تياغو ريبيرو لاعب كرة قدم برازيلي.
- 27 فبراير – جوناثان موريرا لاعب كرة قدم برازيلي.

### مارس
- 1 مارس – كاتاتا لاعب كرة قدم برازيلي.
- 11 مارس – مارسيو تيرويل لاعب كرة قدم برازيلي.
- 17 مارس – فيليبي سانتانا لاعب كرة قدم برازيلي.
- 22 مارس – برونو كوريا لاعب كرة قدم برازيلي.
- 24 مارس – ناتاليا ديل ممثلة برازيلية.
- 25 مارس – برونو هنريكي فورتوناتو أغويار لاعب كرة قدم برازيلي.
- 26 مارس – ألكسندر متاو لاعب كرة قدم بحريني.
- 26 مارس – ميشال سمبليسيو لاعب كرة قدم برازيلي.
- 28 مارس – أديلتون بريرا كويلو لاعب كرة قدم برازيلي.
- 30 مارس – روجر قواتيريز لاعب كرة قدم برازيلي.

### أبريل
- 7 أبريل – إلتون خوزيه لاعب كرة قدم برازيلي.
- 13 أبريل – رافاييل فيريرا فرانسيسكو لاعب كرة قدم برازيلي.
- 13 أبريل – رينالدو غونسالفيس فيليكس لاعب كرة قدم برازيلي.
- 28 أبريل – غويليرمي سيكويرا لاعب كرة قدم برازيلي.

### مايو
- 1 مايو – كارل سانتوس ماتا لاعب كرة قدم برازيلي.
- 18 مايو – دوغلاو لاعب كرة قدم برازيلي.
- 21 مايو – مادسون فورماغيني لاعب كرة قدم برازيلي.
- 25 مايو – ارلي كيروش سردين لاعب كرة قدم برازيلي.
- 27 مايو – كايو زامبيري لاعب كرة مضرب برازيلي.
- 29 مايو – كايو سيزار ألفيس دوس سانتوس لاعب كرة قدم برازيلي.

### يونيو
- 9 يونيو – جواو سرش لاعب كرة قدم برازيلي.
- 16 يونيو – رافائيل هيتشيمير لاعب كرة سلة برازيلي.
- 16 يونيو – رودريغو مانتشا لاعب كرة قدم برازيلي.
- 16 يونيو – مايكوسويل ريغينالدو دي ماتوس لاعب كرة قدم برازيلي.
- 16 يونيو – موريكي لاعب كرة قدم برازيلي.
- 20 يونيو – دانيلو فيتالي بريرا لاعب كرة قدم برازيلي.
- 21 يونيو – برونو كوتينيو لاعب كرة قدم برازيلي.
- 23 يونيو – ماريانو فيريرا فيليو لاعب كرة قدم برازيلي.
- 24 يونيو – جيان لاعب كرة قدم برازيلي.

### يوليو
- 2 يوليو – برونو ريزيندي
- 3 يوليو – ماركينيو لاعب كرة قدم برازيلي.
- 6 يوليو – أماريلدو دي خيسوس سانتوس لاعب كرة قدم برازيلي.
- 7 يوليو – روبرتو سيزار ليما اكونا لاعب كرة قدم برازيلي.
- 10 يوليو – ماركوس فينيسيوس توليدو لاعب كرة سلة برازيلي.
- 22 يوليو – تييغو لاعب كرة قدم برازيلي.
- 25 يوليو – هالك لاعب كرة قدم برازيلي.

### أغسطس
- 1 أغسطس – كارلوس ألكسندر سوزا سيلفا لاعب كرة قدم برازيلي.
- 4 أغسطس – سيسينيو لاعب كرة قدم برازيلي من مواليد 1986.
- 4 أغسطس – هيرناني دي سوزا لاعب كرة قدم برازيلي.
- 5 أغسطس – جوليو سيزار غودينهو كاتوري لاعب كرة قدم برازيلي.
- 13 أغسطس – والاسي كوستا ألفيس لاعب كرة قدم برازيلي.
- 18 أغسطس – جوسيمار لاعب كرة قدم برازيلي.
- 19 أغسطس – برونو لوبيز لاعب كرة قدم برازيلي.
- 22 أغسطس – ميشيل سوزا دا سيلفا لاعب كرة قدم برازيلي.
- 24 أغسطس – فابيانو سانتاكروتشي لاعب كرة قدم إيطالي.

### سبتمبر
- 2 سبتمبر – جوليو سيزار جاكوبي لاعب كرة قدم برازيلي.
- 6 سبتمبر – جويس رودريغز لاعبة كرة سلة برازيلية.
- 14 سبتمبر – غليلبيرسون لويس ليوبولدينو بيرتانتي لاعب كرة قدم برازيلي.
- 15 سبتمبر – فيتور جونيور لاعب كرة قدم برازيلي.
- 16 سبتمبر – جاندسون دوس سانتوس لاعب كرة قدم برازيلي.
- 19 سبتمبر – رودريغو غالو لاعب كرة قدم برازيلي.
- 21 سبتمبر – تشامبينيو لاعب كرة قدم برازيلي.
- 22 سبتمبر – ليوناردو رودريغيز بيريرا لاعب كرة قدم برازيلي.
- 23 سبتمبر – إدواردا أموريم لاعبة كرة يد برازيلية.

### أكتوبر
- 4 أكتوبر – باربارا أرينهارت لاعبة كرة يد برازيلية.
- 5 أكتوبر – جوناس أوغوستو بوفي لاعب كرة قدم برازيلي.
- 14 أكتوبر – إيفرتون سانتوس لاعب كرة قدم برازيلي.
- 14 أكتوبر – هينريكي أدريانو بوس لاعب كرة قدم برازيلي.
- 22 أكتوبر – ويليتون سواريز لاعب كرة قدم برازيلي.
- 29 أكتوبر – ديوغو أنتونيس دي أوليفيرا لاعب كرة قدم برازيلي.

### نوفمبر
- 5 نوفمبر – لياندرو كاستان لاعب كرة قدم برازيلي.
- 12 نوفمبر – إدواردو كونسيساو ميشيل لاعب كرة قدم برازيلي.
- 15 نوفمبر – إيدير مارتينس لاعب كرة قدم برازيلي.
- 16 نوفمبر – سيزار واشنطن ألفيس بورتيلا لاعب كرة قدم برازيلي.
- 24 نوفمبر – أندريه لويز ناإيتكي لاعب كرة قدم برازيلي.
- 29 نوفمبر – جاجا لاعب كرة قدم برازيلي.

### ديسمبر
- 5 ديسمبر – مايارا مورا لاعبة كرة يد برازيلية.
- 6 ديسمبر – سينتيا ديكر عارضة برازيلية.
- 13 ديسمبر – لويز داليسون دي سوزا ألفيس لاعب كرة قدم برازيلي.
- 31 ديسمبر – خايرو لويس بلوم لاعب كرة قدم برازيلي.

## وفيات

### يناير
- 31 يناير – موديراتو ويسينتاينر (مواليد 1902) لاعب كرة قدم برازيلي.

### أبريل
- 3 أبريل – خوسيه فونتانا (مواليد 1912) لاعب كرة قدم برازيلي.

### مايو
- 1 مايو – بوليكاربو ريبيرو دي أوليفيرا (مواليد 1907) لاعب كرة قدم برازيلي.

### سبتمبر
- 4 سبتمبر – أوتو جلوريا (مواليد 1917) لاعب كرة قدم برازيلي.